# Kevin López
Kevin López Yerga (ur. 12 czerwca 1990 w Lora del Río) – hiszpański lekkoatleta specjalizujący się w biegach średnich.
Na początku swojej międzynarodowej kariery odpadł w eliminacjach biegu na 1500 metrów podczas mistrzostwa świata juniorów młodszych. W kolejnym sezonie dotarł do półfinału juniorskich mistrzostw globu w biegu na 800 metrów – na tym samym dystansie został w 2009 mistrzem Europy juniorów. Zajął szóste miejsce na czempionacie Starego Kontynentu w 2010. W 2011 zdobył brąz halowych mistrzostw Europy oraz został wicemistrzem kontynentu wśród młodzieżowców. W 2013 sięgnął po srebro halowych mistrzostw Europy w Göteborgu, zaś trzy lata później podczas czempionatu na Olympisch Stadion w Amsterdamie został zgłoszony do eliminacji biegu na 800 metrów, ale w nich nie wystartował. Szósty zawodnik halowych mistrzostw Europy w Belgradzie (2017). Medalista mistrzostw kraju.

## Osiągnięcia
| Rok  | Impreza                                 | Miejsce        | Konkurencja        | Lokata     | Wynik   |
| ---- | --------------------------------------- | -------------- | ------------------ | ---------- | ------- |
| 2007 | Mistrzostwa świata juniorów młodszych   | Ostrawa        | bieg na 1500 m     | eliminacje | 3:57,88 |
| 2007 | Olimpijski Festiwal Młodzieży Europy    | Belgrad        | bieg na 800 m      | 4. miejsce | 1:53,83 |
| 2008 | Mistrzostwa świata juniorów             | Bydgoszcz      | bieg na 800 m      | półfinał   | 1:53,57 |
| 2009 | Mistrzostwa Europy juniorów             | Nowy Sad       | bieg na 800 m      | 1. miejsce | 1:48,25 |
| 2010 | Mistrzostwa Europy                      | Barcelona      | bieg na 800 m      | 6. miejsce | 1:47,82 |
| 2011 | Halowe mistrzostwa Europy               | Paryż          | bieg na 800 m      | 3. miejsce | 1:48,35 |
| 2011 | Młodzieżowe mistrzostwa Europy          | Ostrawa        | bieg na 800 m      | 2. miejsce | 1:46,93 |
| 2012 | Igrzyska olimpijskie                    | Londyn         | bieg na 800 m      | półfinał   | 1:46,66 |
| 2013 | Halowe mistrzostwa Europy               | Göteborg       | bieg na 800 m      | 2. miejsce | 1:49,31 |
| 2013 | Superliga drużynowych mistrzostw Europy | Gateshead      | bieg na 800 m      | 8. miejsce | 1:48,71 |
| 2013 | Mistrzostwa świata                      | Moskwa         | bieg na 800 m      | półfinał   | 1:52,93 |
| 2014 | Halowe mistrzostwa świata               | Sopot          | bieg na 800 m      | eliminacje | 1:47,34 |
| 2014 | Halowe mistrzostwa świata               | Sopot          | sztafeta 4 × 400 m | eliminacje | 3:10,17 |
| 2014 | Mistrzostwa Europy                      | Zurych         | bieg na 800 m      | półfinał   | 1:48,90 |
| 2015 | Halowe mistrzostwa Europy               | Praga          | bieg na 800 m      | półfinał   | 1:47,78 |
| 2015 | Superliga drużynowych mistrzostw Europy | Czeboksary     | bieg na 800 m      | 8. miejsce | 1:47,60 |
| 2015 | Mistrzostwa świata                      | Pekin          | bieg na 800 m      | półfinał   | 1:45,84 |
| 2016 | Mistrzostwa Europy                      | Amsterdam      | bieg na 800 m      | –          | DNS     |
| 2016 | Igrzyska olimpijskie                    | Rio de Janeiro | bieg na 800 m      | eliminacje | 1:53,41 |
| 2017 | Halowe mistrzostwa Europy               | Belgrad        | bieg na 800 m      | 6. miejsce | 1:54,17 |
| 2017 | Mistrzostwa świata                      | Londyn         | bieg na 800 m      | półfinał   | 1:47,62 |
| 2019 | Superliga drużynowych mistrzostw Europy | Bydgoszcz      | bieg na 1500 m     | –          | DQ      |
| 2019 | Mistrzostwa świata                      | Doha           | bieg na 1500 m     | półfinał   | 3:37,56 |

## Rekordy życiowe
- bieg na 800 metrów (stadion) – 1:43,74 (20 lipca 2012, Monako) rekord Hiszpanii
- Bieg na 800 metrów (hala) – 1:45,69 (6 lutego 2014, Sztokholm)
- Bieg na 1500 metrów – 3:34,83 (5 lipca 2019, Lozanna)